# Muglinów
Muglinów (cz. Muglinov, niem. Muglinau) – jedna z 37 części miasta statutarnego Ostrawy, stolicy kraju morawsko-śląskiego, we wschodnich Czechach. Jest to także jedna z 39 gmin katastralnych w jego granicach, która ma powierzchnię 202,35 ha. Populacja w 2001 wynosiła 4196 osób, zaś w 2010 odnotowano 830 adresów.
Położona na prawym (wschodnim) brzegu Ostrawicy, w granicach historycznego Śląska Cieszyńskiego i stanowi jedną z 8 części składających się na miejski obwód Śląskiej Ostrawy. Do 1941 roku samodzielna gmina.
Na zachodzie przez Ostrawicę sąsiaduje z Morawską Ostrawą i Przywozem, na północy z Hruszowem, na wschodzie z Herzmanicami, a na południu ze Śląską Ostrawą.

## Demografia[2]
| Rok             | 1869 | 1880 | 1890 | 1900 | 1910 | 1921 | 1930 | 1950 | 1961 | 1970 | 1980 | 1991 | 2001 |
| --------------- | ---- | ---- | ---- | ---- | ---- | ---- | ---- | ---- | ---- | ---- | ---- | ---- | ---- |
| Liczba ludności | 629  | 640  | 836  | 1550 | 2647 | 2698 | 3435 | 3226 | 3315 | 3195 | 3618 | 4163 | 4196 |

## Historia
Miejscowość po raz pierwszy wzmiankowana została w łacińskim dokumencie Liber fundationis episcopatus Vratislaviensis (pol. Księga uposażeń biskupstwa wrocławskiego), spisanej za czasów biskupa Henryka z Wierzbna ok. 1305 w szeregu wsi zobowiązanych do płacenia dziesięciny biskupstwu we Wrocławiu, w postaci item in Muglin. Zapis ten (brak określenia liczby łanów, z których będzie płacony podatek) wskazuje, że wieś była w początkowej fazie powstawania (na tzw. surowym korzeniu), co wiąże się z przeprowadzaną pod koniec XIII wieku na terytorium późniejszego Górnego Śląska wielką akcją osadniczą (tzw. łanowo-czynszową). Wieś politycznie znajdowała się wówczas w granicach utworzonego w 1290 piastowskiego (polskiego) księstwa cieszyńskiego, będącego od 1327 lennem Królestwa Czech, a od 1526 roku w wyniku objęcia tronu czeskiego przez Habsburgów wraz z regionem aż do 1918 roku w monarchii Habsburgów (potocznie Austrii).
Nazwa pochodzi od imienia Muglin (od słowa mogiła, w znaczeniu pagórek). Początkowo była wsią książęcą, a w 1440 wieś stała się częścią polsko-ostrawskiego państwa, a w 1630 kończyckiego. W 1714 Muglinów ponownie stał się częścią państwa polsko-ostrawskiego co trwało do 1848 roku.
Wiek XIX to również gwałtowna industrializacja w regionie Zagłębia Ostrawsko-Karwińskiego. Badawcze odwierty w połowie XIX wieku nie przyniosły Muglinowowi takiego szczęścia jak okolicznym miejscowościom. Mimo to również tutaj rozwinęło się kilka zakładów przemysłowych jak np. produkcji cegieł i wyrobów z gliny, wydobywano również bazalt. Rozwój przemysłu przyczynił się do ekonomicznego i demograficznego rozwoju miejscowości. W 1869 w 49 domach mieszkało tu jedynie 629 osób. W następnych dekadach liczby te systematycznie rosły, między innymi dzięki wybudowaniu kolonii górniczej dla pracowników kopalni Ida. W 1849 Muglinów wraz z Hruszowem przyłączono do gminy Herzmanice, a w 1890 odzyskał samorządność.
Według austriackiego spisu ludności z 1900 w 86 budynkach mieszkalnych w Muglinowie na obszarze 216 hektarów mieszkało 1550 osób. co dawało gęstość zaludnienia równą 717,6 os./km² i przeszło 18 osób na 1 budynek mieszkalny. 1520 (98,1%) mieszkańców było katolikami, 23 (1,5%) ewangelikami a 7 (0,5%) wyznawcami judaizmu, 929 (59,9%) było polsko-, 465 (30%) czesko- a 57 (3,7%) niemieckojęzycznymi. Do 1910 liczba budynków wzrosła do 171 a mieszkańców do 2647, z czego 2551 było zameldowanych na stałe, 1662 (65,2%) było czesko-, 753 (29,5%) polsko- a 136 (5,3%) niemieckojęzycznymi, 2551 (96,4%) było katolikami, 29 (1,1%) ewangelikami, 16 (0,6%) kalwinistami, 40 (1,5%) żydami a 11 (0,4%) osób było jeszcze innej religii lub wyznania.
W 1920 roku miejscowość znalazła się w granicach Czechosłowacji, a w 1939 w granicach Protektoratu Czech i Moraw. 1 lipca 1941 roku została przyłączona do Morawskiej Ostrawy. Spod administracji niemieckiej wydostała się wraz z dotarciem Armii Czerwonej w nocy z 30 kwietnia na 1 maja 1945 roku.